# Siloxerus humifusus
Siloxerus humifusus là một loài thực vật có hoa trong họ Cúc. Loài này được Labill. miêu tả khoa học đầu tiên năm 1806.